# Греція на літніх Олімпійських іграх 1964
Греція на літніх Олімпійських іграх 1964 не виборола жодної медалі.